# Sciami di dicchi Bella Bella e Gale Passage

Estensione della cintura vulcanica di Anahim con gli sciami di dicchi Bella Bella e Gale Passage.

Gli sciami di dicchi Bella Bella e Gale Passage sono due sciami di dicchi paralleli situati nella costa centrale della Columbia Britannica in Canada.
I due sciami hanno un'età compresa tra 14,5 e 12,5 milioni di anni. Sono entrambi espressione di un vulcanismo bimodale e sono costituiti da rocce di basalto, trachite e comendite. Formano la porzione più occidentale della cintura vulcanica di Anahim nelle isole Athlone, Dufferin e Denny.
I due sciami di dicchi hanno una composizione petrografica simile ai complessi da vulcano a scudo della parte centrale della cintura vulcanica di Anahim. Si ritiene che essi rappresentino le radici di un sistema di magma peralcalino di cui essi sono i condotti magmatici che collegano la camera magmatica al centro vulcanico in superficie, che è stato fortemente eroso lasciando i residui di breccia eruttiva.